# Oglądały oczy moje
 Oglądały oczy moje – pamiętnik wchodzący w skład tzw. autobiograficznej trylogii, podobnie jak: „Odmieni się jako orłowa młodość twoja” i „Z owoców ich poznacie je”, napisany w czasie pobytu księdza Leonarda Świderskiego we wsi Przesieka. Wydany po raz pierwszy w 1963 przez Ludową Spółdzielnię Wydawniczą i skierowany w tzw. księży niepokornych wobec władzy ludowej, w tym między innymi w biskupa Czesława Kaczmarka.

## Treść
Książka opisuje życie autora, na tle historii hierarchów polskiego kościoła katolickiego, obejmując okres od jego wstąpienia do seminarium duchownego w 1919 r. do czasu jego rezygnacji z kapłaństwa w r. 1961. Autor opisuje rzekomy fałsz i obłudę dotykającą struktur i hierarchii Kościoła rzymskokatolickiego. W rzeczywistości książka była elementem personalnej rozgrywki autora z przełożonymi. Ks. Świderski uważał bowiem, że wybór Czesława Kaczmarka na biskupa kieleckiego miał charakter polityczny.

## Publikacja
Pierwszy raz książka „Oglądały oczy moje” ukazała się nakładem Ludowej Spółdzielni Wydawniczej w 1963, w ilości 20 tysięcy egzemplarzy, trafiając przede wszystkim do księgarń i bibliotek na terenie diecezji kieleckiej. Kolejnej publikacji pamiętników, z inicjatywy Romana Kotlińskiego, podjęło się w 2001 r. wydawnictwo Niniwa.
Kontynuacją książki były wydane kolejne dwa tomy pamiętników o tytułach, „Odmieni się jako orłowa młodość twoja” i „Z owoców ich poznacie je”.